# Саза
Саза (лат. Sasa) — род растений семейства Злаки (Poaceae).

## Распространение и экология
Представители рода произрастают в Центральной и Восточной Азии. Многие виды являются горными растениями и заходят далеко на север.
Виды рода Саза одни из самых зимостойких среди бамбуков.

## Ботаническое описание
Растение достигающее высоты 3 м с моноподиальным, ползучим корневищем и  прямым, цилиндрическим, в нижней части деревянистым стеблем диаметром до 1 см. Веточки в узлах стеблей, большей частью одиночные.
Стеблевые влагалища неопадающие. Листья длиной 10—50 см, расположены по нескольку штук на концах веток.
Соцветия метёльчатые; колоски узкие, сжатые, 3—13-цветковые. Колосковые чешуи в числе двух, плёнчатые. Нижняя цветочная чешуйка без киля; верхняя цветочная чешуйка короче, с двумя килями. Тычинки, обычно, в числе шести, столбик одиночный с тремя перистыми рыльцами.
Плод — продолговатая, свободная зерновка.

## Значение и применение
Некоторые виды применение в корзиночном производстве.
Растения используются для закрепления горных склонов, берегов и откосов, а также в качестве декоративных растений.

## Классификация

### Таксономия
Род Саза входит в трибу Бамбуки (Bambuseae) подсемейства Бамбуковые (Bambusoideae) семейства Злаки (Poaceae) порядка Злакоцветные (Poales).
|  |                                      |  |                                                             |                                                             |                 |  | ещё 15 семейств (согласно Системе APG II) | ещё 15 семейств (согласно Системе APG II)   |                                             |  |  |  | ещё одна триба, Olyreae (согласно Системе APG II) | ещё одна триба, Olyreae (согласно Системе APG II) |                |  |  |  |  |
|  |                                      |  |                                                             |                                                             |                 |  | ещё 15 семейств (согласно Системе APG II) | ещё 15 семейств (согласно Системе APG II)   |                                             |  |  |  | ещё одна триба, Olyreae (согласно Системе APG II) | ещё одна триба, Olyreae (согласно Системе APG II) | около 70 видов |  |  |  |  |
|  |                                      |  |                                                             | порядок Злакоцветные                                        |                 |  |                                           |                                             | подсемейство Бамбуковые                     |  |  |  |                                                   | род Саза                                          |                |  |  |  |  |
|  |                                      |  |                                                             | порядок Злакоцветные                                        |                 |  |                                           |                                             | подсемейство Бамбуковые                     |  |  |  |                                                   | род Саза                                          |                |  |  |  |  |
|  | отдел Цветковые, или Покрытосеменные |  |                                                             |                                                             | семейство Злаки |  |                                           |                                             | триба Бамбуковые                            |  |  |  |                                                   |                                                   |                |  |  |  |  |
|  | отдел Цветковые, или Покрытосеменные |  |                                                             |                                                             |                 |  |                                           |                                             |                                             |  |  |  |                                                   |                                                   |                |  |  |  |  |
|  |                                      |  | ещё 44 порядка цветковых растений (согласно Системе APG II) | ещё 44 порядка цветковых растений (согласно Системе APG II) |                 |  |                                           | ещё 7 подсемейств (согласно Системе APG II) | ещё 7 подсемейств (согласно Системе APG II) |  |  |  | ещё 78 родов                                      | ещё 78 родов                                      |                |  |  |  |  |
|  |                                      |  |                                                             | ещё 44 порядка цветковых растений (согласно Системе APG II) |                 |  |                                           |                                             | ещё 7 подсемейств (согласно Системе APG II) |  |  |  |                                                   | ещё 78 родов                                      |                |  |  |  |  |

### Виды
Род насчитывает около 70 видов, некоторые из них:
| - Sasa argenteostriata (Regel) E.G.Camus - Sasa borealis (Hack.) Makino & Shibata - Sasa chartacea (Makino) Makino & Shibata - Sasa cernua Makino - Sasa elegantissima Koidz. - Sasa guangxiensis C.D.Chu & C.S.Chao - Sasa hayatae Makino - Sasa ishizuchiana Makino - Sasa jotanii (Ke.Inoue & Tanim.) M.Kobay. - Sasa kurilensis (Rupr.) Makino & Shibata — Саза курильская, или Курильский бамбук - Sasa kurokawana Makino - Sasa longiligulata McClure - Sasa masamuneana (Makino) C.S.Chao & Renvoize - Sasa magnonoda T.H.Wen & Liao - Sasa nipponica (Makino) Makino & Shibata | - Sasa oblongula C.H.Hu - Sasa oshidensis Makino ex Uchida - Sasa palmata (hort. ex Burb.) E.G.Camus — Саза пальчатая - Sasa paniculata (F.Schmidt) Makino & Shibata — Саза метельчатая - Sasa qingyuanensis (C.H.Hu) C.H.Hu - Sasa ramosa (Makino) Makino & Shibata - Sasa samaniana Nakai - Sasa senanensis (Franch. & Sav.) Rehder - Sasa tsuboiana Makino - Sasa shimidzuana Makino - Sasa sinica Keng - Sasa tectoria Makino ex Koidz. - Sasa tsukubensis Nakai - Sasa veitchii (Carriere) Rehder — Саза Вича - Sasa yahikoensis Makino |